# 尚壽妃 (明世宗)
尚壽妃（1549年—1610年），驃騎將軍兼左軍都督府都督僉事尚臣之女，錦衣衛正千戶尚文輝之妹，明朝明世宗朱厚熜之妃。

## 生平
尚氏的入宮時間不詳。嘉靖四十五年八月初六日，進封敬妃文氏為貴妃，並冊封「宮御尚氏」為壽妃，命鎮遠侯顧寰、安平伯方承裕持節，大學士李春芳、郭朴捧冊。同年八月初九日，陞文貴妃之父文承武為錦衣衛指揮同知，贈尚壽妃之父尚臣為驃騎將軍、左軍都督府都督僉事，而尚壽妃之兄尚文輝則被授為錦衣衛正千戶。萬曆三十八年正月十七日寅時，尚壽妃薨逝，其喪葬禮儀均依照徐永妃之例舉行。
張萱著《疑耀》謂：「世廟有尚妃者，貌亦黑，宮人稱為黑木娘娘，寵冠一時」。根據《萬曆野獲編》的記載，宮內有位老內侍曾說嘉靖帝有次誦經擊磬時，不慎將磬槌敲錯，身邊的侍女都低著頭，不敢抬起頭來，唯獨年僅十三歲的尚氏失聲大笑。嘉靖帝注視着尚氏，眾人都以為她性命不保，但尚氏在誦經結束後竟獲帝寵，稱為尚美人，「從此貴寵震天下」，當時嘉靖帝已年近六十歲。嘉靖四十年十一月二十五日夜間，萬壽宮發生大火，所有的乘輿、服飾及先朝珍寶盡數焚燬，傳言火災是嘉靖帝飲酒之後與新幸宮姬尚美人在貂帳中玩小煙火時不慎引起的。此外，有傳聞指伊王朱典楧行為暴橫不法，但因與尚貴人內外勾結，因此無人敢問責他，伊王最終因罪被廢，連尚妃也無法拯救。嘉靖四十五年八月，距離嘉靖帝生日僅兩日，已年滿十八歲的未封宮御尚氏被冊封為壽妃，其父親尚臣贈為驃騎將軍、右軍都督僉事，而同日由敬妃晉升為貴妃的文氏，其父親僅被封為指揮同知，足見尚壽妃受寵之盛。尚氏封為壽妃之後僅百餘日，嘉靖帝便病危，於是有人歸咎於壽妃，指責她與漢成帝的趙昭儀相似。尚壽妃最終在萬曆三十八年薨逝，時人說「宮嬪承恩早，而下世晚者，近代少其比」。
然而，萬壽宮大火與尚氏有關的說法並沒有確實證據。《管窺小識》有另外一種說法，稱宮內有位太監名為冀櫂，原本是廣東苗族人，後被沒入掖庭，因聰明機靈、善於揣摩皇帝的心意而得到嘉靖帝的寵信，嘉靖四十年十一月某天晚上，萬壽宮被大火燒毀，火其實是從「張貴妃」（可能是張淑妃或皇五女嘉善公主生母張德妃）的居所燒起來的，「張貴妃」為了逃避責任，就把罪責推卸給冀櫂，令嘉靖帝大怒，將冀櫂貶謫到南方去做淨軍。

## 冊文
《高文襄公集》收錄的新鄭人高拱著壽妃冊文（綸扉稿）如下：
```
「皇帝制曰：四星麗於天極，共贊乾行；六寢備於皇宮，並參坤教。然必茂珩璜之德，斯可稱褕翟之華。咨爾尚氏，賦性柔嘉，禔身端淑，早膺宮選，遂從法相之班，夙侍宸居，克勵小星之節。勞勤旣著，寵數宜隆。茲特遣使持節，封爾為壽妃，錫以金冊金印。夫五福之先曰壽，朕方丕迓於純禧，九御之上為妃，爾乃榮升於峻列。尚其祗服，益懋忠忱，永承眷顧之恩，仰翊康寧之祉，欽哉！」
```